# Undués de Lerda
Undués de Lerda es un municipio español de la provincia de Zaragoza perteneciente al partido judicial de Ejea de los Caballeros y a la comarca de las Cinco Villas, en la comunidad autónoma de Aragón.
Desde el punto de vista eclesiástico, forma parte de la diócesis de Jaca, y esta de la archidiócesis de Pamplona, capital de provincia con la que tiene mayor cercanía (sólo a 60 kilómetros), ya que la localidad está situada cerca del límite oeste de la provincia de Zaragoza pegando con Navarra.

## Geografía
Undués de Lerda linda al norte con Sigüés, al este con Urriés, al sur con Sos del Rey Católico, y al oeste con el término navarro de Sangüesa.
Aunque el límite norte del término está formado por el río Aragón, en concreto en parte del tramo del embalse de Yesa, la mayor parte del término municipal desagua hacia el oeste, a través de los arroyos de las Nogueras y de Molinar, vertiendo sus aguas igualmente en el río Aragón, ya en tierras de Navarra.
El punto más alto corresponde al Alto de Santa Cruz (853 m), en la frontera con Navarra.
De su término municipal forman parte los despoblados de Lerda, Casales de Lerda y Serramiana. Los dos primeros se encuentran actualmente geográficamente en Navarra, en el municipio de Sangüesa.

## Demografía
Undués de Lerda cuenta con una población de 55 habitantes (INE 2024).
| Gráfica de evolución demográfica de Undués de Lerda entre 1842 y 2021                                               |
| |
| Población de derecho según los censos de población del INE Población de hecho según los censos de población del INE |

## Administración y política
| Período   | Alcalde                     | Partido |  |
| --------- | --------------------------- | ------- |  |
| 1979-1983 | Hermenegildo Sánchez Elarre | UCD     |  |
| 1983-1987 |                             |         |  |
| 1987-1991 |                             |         |  |
| 1991-1995 |                             |         |  |
| 1995-1999 |                             |         |  |
| 1999-2003 |                             |         |  |
| 2003-2007 | Juan Arboniés Moliner       | PP      |  |
| 2007-2011 | Juan Arboniés Moliner       | PP      |  |
| 2011-2015 | Juan Arboniés Moliner       | PP      |  |
| 2015-2019 | Juan Arboniés Moliner       | PP      |  |

| Partido político    | Partido político                                   | 2003   | 2007   | 2011   | 2015   |
| Partido político    | Partido político                                   | Ediles | Ediles | Ediles | Ediles |
|                     | Partido Popular de Aragón (PP)                     | 1      | 1      | 3      | 2      |
|                     | Chunta Aragonesista (CHA)                          | —      | —      | —      | 1      |
|                     | Izquierda Unida (IU)                               | —      | —      | —      | —      |
|                     | Partido de los Socialistas de Aragón (PSOE-Aragón) | —      | —      | —      | —      |
|                     | Partido Aragonés (PAR)                             | —      | —      | —      | —      |
| Total de concejales | Total de concejales                                | 3      | 3      | 3      | 3      |

## Patrimonio
- Pozo de hielo o nevero (en aragonés) de los siglos XIV y XV, que se mantuvo en uso hasta finales del siglo XIX.[7]
- Salina, situada en el barranco de la Salada, explotada al menos desde tiempos de Jaime I, y probablemente también anteriormente, en época romana. Fue inutilizada en época de Felipe V, durante el Estanco de la sal, y rehabilitada en 1870.[8]